# Böseckendorf – Die Nacht, in der ein Dorf verschwand
Böseckendorf – Die Nacht, in der ein Dorf verschwand ist ein deutscher Fernsehfilm aus dem Jahr 2009 von Regisseur Oliver Dommenget. Der Film hat einen realen Hintergrund durch die Massenflucht von 53 Bewohnern der damaligen Gemeinde Böseckendorf am 2. Oktober 1961 aus der DDR in die Bundesrepublik.

## Handlung
Das geteilte Deutschland im Jahr 1961: Nahe der innerdeutschen Grenze zu Niedersachsen liegt in Thüringen die Ortschaft Böseckendorf. Bürgermeister Manfred Lantz ist ein überzeugter Kommunist und versucht gerade, die Landwirte von den Vorzügen einer Landwirtschaftlichen Produktionsgenossenschaft zu überzeugen. Diese wollen aber davon nichts wissen und machen sich stattdessen über die FDJ lustig, indem sie die Blauhemden ihren Vogelscheuchen überziehen.
Die Widerspenstigkeit der Einwohner von Böseckendorf ist auch den SED-Funktionären um Robert Grewe aus der Kreiszentrale in Erfurt ein Dorn im Auge. Insbesondere die Tatsache, dass die Einwohner sich weigern, bei den jährlichen Feierlichkeiten zum Jahrestag der DDR am 7. Oktober teilzunehmen, soll nun ein Ende haben, weshalb die Funktionärin Jutta Marx damit beauftragt wird, die Einwohner mit Unterstützung der NVA im Bus zu den Feierlichkeiten zu verbringen. Dabei soll Jutta Marx auch einen unbekannten Fluchthelfer zur Strecke bringen, der seit einiger Zeit DDR-Bürgern bei der Flucht in den Westen hilft. Unterstützung erhält sie dabei von einem Spitzel aus Böseckendorf, der die Funktionäre mit Informationen versorgt.
Als Bürgermeister Lantz zu Grewe nach Erfurt zitiert wird, gelingt ihm dort ein Einblick auf eine geheime Akte zur „Operation Kornblume“. Demnach plant man, renitente und ideologisch unzuverlässige Bewohner gegen ihren Willen entfernt von der Grenze ins Landesinnere umzusiedeln. Die Aktion ist im Anschluss an die Feierlichkeiten geplant, nach denen man die mit dem Bus abtransportierten Einwohner nicht mehr zurück nach Böseckendorf lassen will. Der Bürgermeister erzählt davon seiner Frau Tonia.
Tonia Lantz gesteht ihrem Mann, dass sie der ominöse Fluchthelfer ist, und fordert ihren Mann dazu auf, den Einwohnern von der bevorstehenden Zwangsumsiedlung zu berichten. Man entscheidet sich daraufhin zur Flucht über die Grenze. Durch einen Trick gelingt es ihnen dann auch, Bea Radler als Spitzel zu enttarnen und sie für eine gezielte Falschinformation der Funktionäre zu benutzen.
Am Abend des 2. Oktober 1961 gelingt schließlich 53 Personen aus 14 Familien die Flucht in den Westen, womit es die größte Massenflucht über die innerdeutsche Grenze war, die es in der Geschichte gab.

## Hintergrund
Erstausstrahlung des Spielfilms war am 22. September 2009 auf SAT.1 im Rahmen eines Themenabends mit anschließender Dokumentation unter dem Titel Grenzfall „Böseckendorf“ – Flucht in letzter Sekunde.
Viele Szenen des Films wurden im Dorf Räbke nahe dem Elm gedreht.

## Kritiken
„(Fernseh-)Event-Movie über ein verbürgtes Kapitel deutsch-deutscher Geschichte, das die Menschen, von denen es erzählt, über Gebühr heroisiert und sie zu Aushängeschildern macht. Die wirklichen Schicksale aus Böseckendorf stimmen allemal nachdenklicher als die ‚Event-People‘.“

„Dommenget inszeniert das historische Ereignis unaufgeregt. Er thematisiert die Terrorerfahrung der Dörfler im ‚Dritten Reich‘ und scheut nicht davor zurück, Stasi-Willkür in die Nähe der Gestapo-Gräuel zu rücken. Während Falko Korth und Thomas Riedel in ihrer Doku ‚Grenzfall Böseckendorf‘ (22.25 Uhr) die drohende militärische Eskalation nach der Flucht hervorheben, beschränkt sich Dommenget auf die zwischenmenschlichen Beziehungen der Dorfbewohner und verschenkt so die Möglichkeit der historischen Einordnung.“

„Der Film ist ein solides Mini-Epos: Kostüme passend, die Ausstattung sorgfältig. Es gibt das reale Abenteuer und das Drama.“

„Es gibt Filme, die sind so schlecht, da will man sich eigentlich gar nicht die Mühe machen, Drehbuch oder Regie zu analysieren. […] Regisseur Oliver Dommenget rekonstruiert die Ereignisse nun als Mischung aus Schmugglerabenteuer, Bauerntheater und Intrigantenstadl. […] Und hier nun offenbart sich die ganze Schlichtheit des Filmes: Die Partei-Ziege wird ausgetrickst wie eine Lehrerin auf Klassenfahrt, die beiden konkurrierenden Männer schlagen sich in den unpassendsten Momenten der nächtlichen Flucht die Köpfe ein – und natürlich bekommt die schwangere Schwester der Heldin genau unter den Strahlern der DDR-Grenzer ihr Kind. Das eigentliche historische Ereignis wird auf diese Weise zum Hintergrund fürs genreübliche Blut-und-Tränen-Szenario, und die realen DDR-Trotzköpfe aus dem realen Böseckendorf sehen sich zur Eventmovie-Staffage degradiert.“